# Figurenband
Das Figurenband bezeichnet in der Glyptik des alten Orients eine Anordnung der dargestellten Figuren, bei der diese in etwa gleicher Höhe aufgerichtet auf den (Hinter-)Beinen stehend abgebildet sind und sich dabei (oftmals mit mehreren Figuren) überschneiden. Eine heraldische Anordnung ist bei mesopotamischen Siegeln im Vergleich zu syrischen Siegeln keine Seltenheit, das weitaus häufigste Motiv ist in beiden Fällen der Tierkampf.

Der Ursprung dieser Darstellungskonvention ist bereits in urukzeitlichen Rollsiegeln zu erkennen, wenngleich sich dort die Figuren üblicherweise nur in sich überlappender Reihung, oder aber aufgerichtet und heraldisch angeordnet, jedoch ohne Überlappung, oder aber mehrfach verschlungen und gleich groß, jedoch ohne Aufrichtung auf die Hinterbeine finden. 

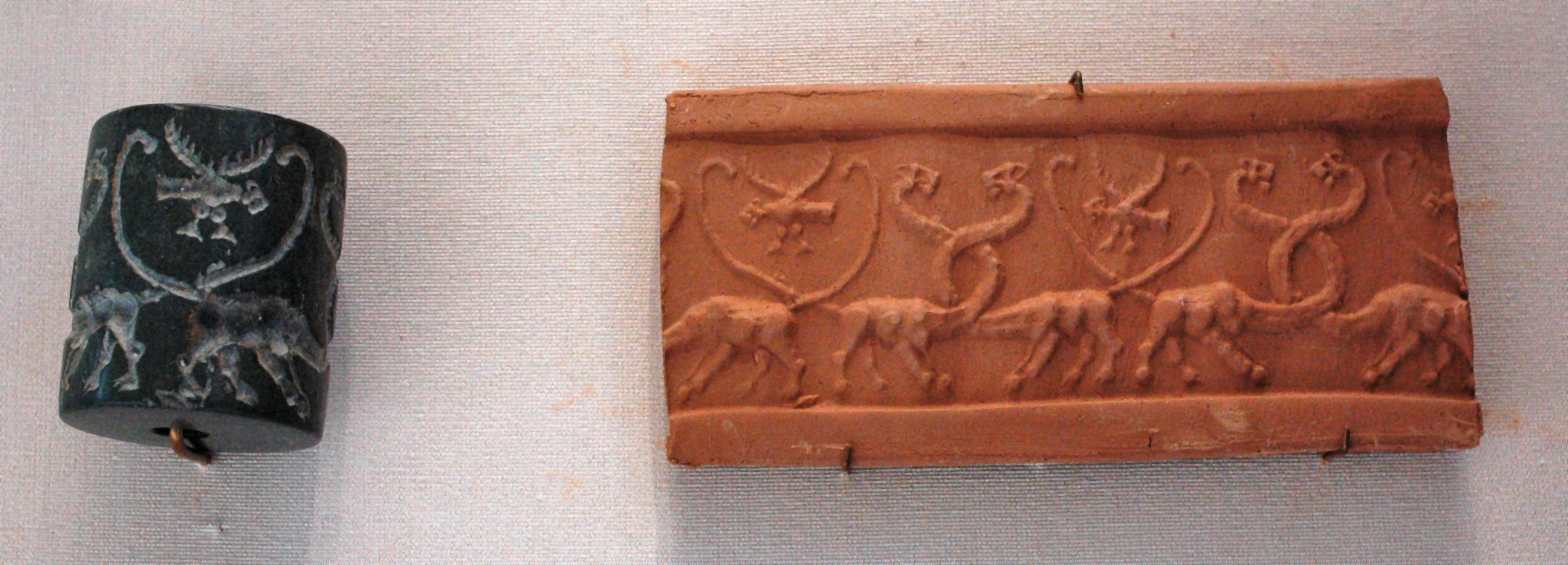
Urukzeitliches Rollsiegel und moderne Abrollung, Vorstufe des Figurenbands, Louvre

In seiner eigentlichen Form tritt das Figurenband in der Frühdynastischen Zeit erstmals auf. Tierkampfszenen, häufig unter Beteiligung des sogenannten sechslockigen Helden und von Stiermenschen gegen diverse Tiere wie Löwen, Capriden oder Stiere stellen in dieser Zeit die Mehrheit der bekannten Darstellungen.

In diesem Zeitraum sind insbesondere für den syrischen Raum zwei Besonderheiten zu beobachten – einerseits Mischformen, bei denen zwar alle Figuren gleich groß und verschlungen dargestellt werden, das Beutetier jedoch im Gegensatz zum Stiermenschen und dem es angreifenden Löwen nicht auf die Hinterbeine aufgerichtet ist, sowie eine häufig stark schematisierte Darstellungskonvention des Löwenkopfes, bei der selbiger mit Sicht von oben abgebildet ist.

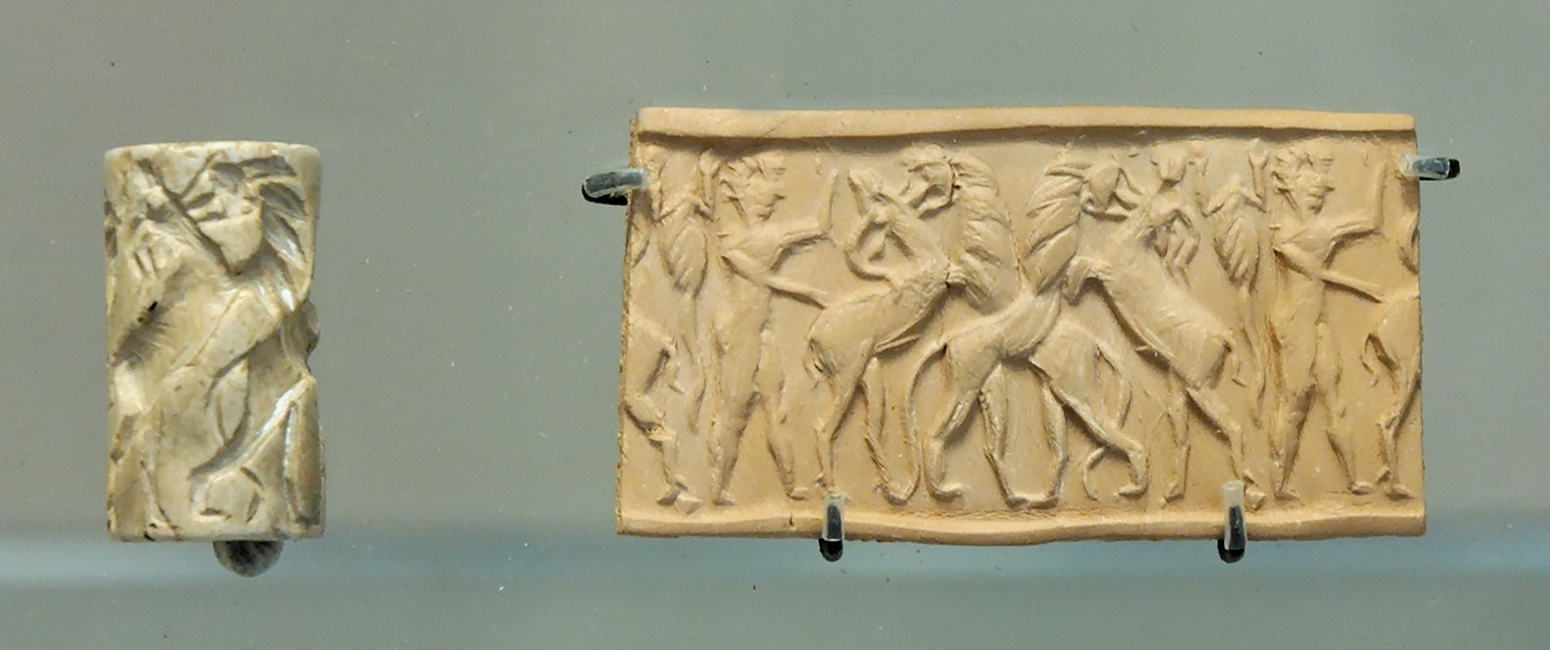
Frühdynastisches Rollsiegel und moderne Abrollung, voll entwickeltes Figurenband, Louvre

In akkadischer Zeit lösen sich die stark überlagerten Figurengruppen des Tierkampfes fortschreitend zu paarweise angeordneten Kontrahenten auf, in der neusumerischen Zeit verschwindet das Figurenband vollständig zugunsten der Einführungs- und Adorationsszenen.